# Siergiej Kara-Murza
Siergiej Kara-Murza (Сеpгей Геоpгиевич Каpа-Муpза) (ur. 23 stycznia 1939) – rosyjski chemik, historyk, filozof polityczny i socjolog. Przeciwnik globalizacji, kapitalizmu, marksizmu i zachodniej liberalnej demokracji.